# All's Fair in Oven War
All's Fair in Oven War, llamado Todo vale en el horno y en la guerra en España y En la guerra todo se vale en Hispanoamérica, es un episodio perteneciente a la decimosexta temporada de la serie animada Los Simpson, emitido originalmente el 14 de noviembre de 2004. El episodio fue escrito por Matt Selman y dirigido por Mark Kirkland. Thomas Pynchon y James Caan fueron las estrellas invitadas, interpretándose a sí mismos. En este capítulo, Marge entra a un concurso de cocina, en el cual debe lidiar con la crueldad de sus adversarios, mientras que Bart y Milhouse se hacen fanáticos de la "cultura Playdude" tras hallar unas viejas revistas de Homero.

## Sinopsis
Todo comienza cuando Marge y Homer van a la casa de al lado, la cual estaba a la venta, para verla. Allí, Marge queda maravillada por la cocina, la cual es grande y moderna. Al verla, se da cuenta cuán dañada era su propia cocina, y desea tener una mejor; para eso, le pide a Homer que llame a un contratista. Homer, al principio, intenta arreglar él mismo la cocina, pero falla y llaman al contratista. 
A pesar de su promesa de tardar a lo sumo tres meses en finalizar el trabajo, la cocina queda lista luego de dos años y 100.000 dólares, pagados por Homer. Para estrenar su nueva cocina, Marge cocina alitas de pollo, las cuales fascinan a toda la ciudad. Más tarde, luego de ver un anuncio en el minisuper de Apu, Marge decide ingresar a un concurso, llamado "Auntie Ovenfresh" ("Cocina Feliz" en Hispanoamérica y "Tiíta Horno Fresco" en España). En el concurso, los participantes debían cocinar su mejor plato, y un jurado seleccionaría el mejor. El ganador iba a ser homenajeado colocando su rostro en los productos de "Auntie Ovenfresh". Para lograr entrar en el concurso, Marge envía la receta de un platillo llamado "Perritos Dulces", una especie de salchichas, pero que en realidad estaban hechas con mazapán y caramelo. Un tiempo después, Marge recibe una carta en donde la aceptan para concursar.
En la cocina del concurso, Marge descubre que tenía mucha competencia, y de que los otros participantes todo el tiempo trataban de arruinar su receta, quemándola o echándole cosas innecesarias. Cuando se termina el tiempo de cocinar, Marge lleva sus Perros Dulces (los cuales estaban quemados, aunque un poco arreglados) a la sala en donde había que depositar los platos. Como había sido la última en ingresar, se encuentra sola, junto a todas las comidas preparadas por sus rivales. En venganza por haber querido arruinar su plato (y para ganar el concurso) Marge les echa medicina para oídos a todos los platos, con excepción del suyo, haciendo que tomen un horrible sabor. Lisa, quien la observa a través de una cerradura, se desilusiona de su madre al verla hacer trampa.
Gracias a la trampa, Marge llega a las finales, en donde debía competir con el único platillo que no había sido saboteado: el de Brandine, un armadillo relleno de licor  que había sido atropellado por un coche, y al que Marge no le había agregado medicina porque había pensado que era basura (luego se sabría que había sido cocinado en un cubo de basura). Antes de que se inicie la final, Lisa le dice a su madre que debía hacer lo correcto. Luego de pensarlo, Marge confiesa lo que había hecho, y el jurado declara a Brandine como la ganadora del concurso "Auntie Ovenfresh".
Unos meses después, Marge compra en el supermercado un producto con la cara de Brandine en el paquete. Cuando ella expresa su descontento al darse cuenta de que podría haber ganado, Cletus, el esposo de Brandine, le dice que era mejor perder, ya que Brandine lo había abandonado por James Caan. Entonces se ve que James y su novia Brandine están sobre un auto, sobre la calle, y que al llegar a unas cabinas de peaje, Brandine se baja del coche y se aleja de él corriendo, justo antes de que los amigos de Cletus le disparan a James y a su auto, asesinándolo al estilo de Sonny Corleone en El Padrino.
Mientras tanto, Bart y Milhouse encuentran en la basura unas revistas Playdude que pertenecían a Homer, pero que él tiró porque cuando Marge las descubrió y recortó las fotos de desnudos, él se dio cuenta de que sin los desnudos las revistas serían inútiles. Bart y Milhouse no ven las fotos, sin embargo aprenden mucho del doble sentido sexual por los artículos de las revistas. Ellos deciden remodelar la casa del árbol de Bart para invitar a sus amigos incluido el mismísimo James Caan. 
Luego de la fiesta, Homer decide hablarle a su hijo sobre educación sexual, traumándolo de una manera tal que sale corriendo a contárselo a Milhouse, y luego ambos van a otras casas, contándoselo (supuestamente) a los niños que allí había, los cuales (junto con Bart y Milhouse) se lo cuentan también a otros niños, repitiéndose el proceso sucesivamente y extendiéndose así el "conocimiento" de la educación sexual por parte de todos los niños de la ciudad. Homer decide que es mejor que lo sepan por él antes de que tengan edad suficiente y se lo cuenten sus propios padres.
En otras partes del episodio, Apu les dice a los Simpsons que quiere dejar a su familia e irse a la India e iniciar una nueva vida. Posteriormente, se ve que Marge sostiene un periódico con la imagen de Apu y con el encabezado de "Desaparece padre de ocho hijos". Luego, Homer es visto sosteniendo otro periódico en el que aparece Apu en la India con una peluca y anteojos, con su nuevo nombre, Steve Barnes, en el que funda su propia tienda.